# Goya 1991
Die 5. Verleihung des Goya fand am 16. Februar 1991 im Palacio de Congresos in Madrid statt. Der spanische Filmpreis wurde in 20 Kategorien vergeben. Zusätzlich wurde ein Ehren-Goya verliehen. Als Gastgeber führten die Schauspieler Lydia Bosch und Jorge Sanz durch den Abend.

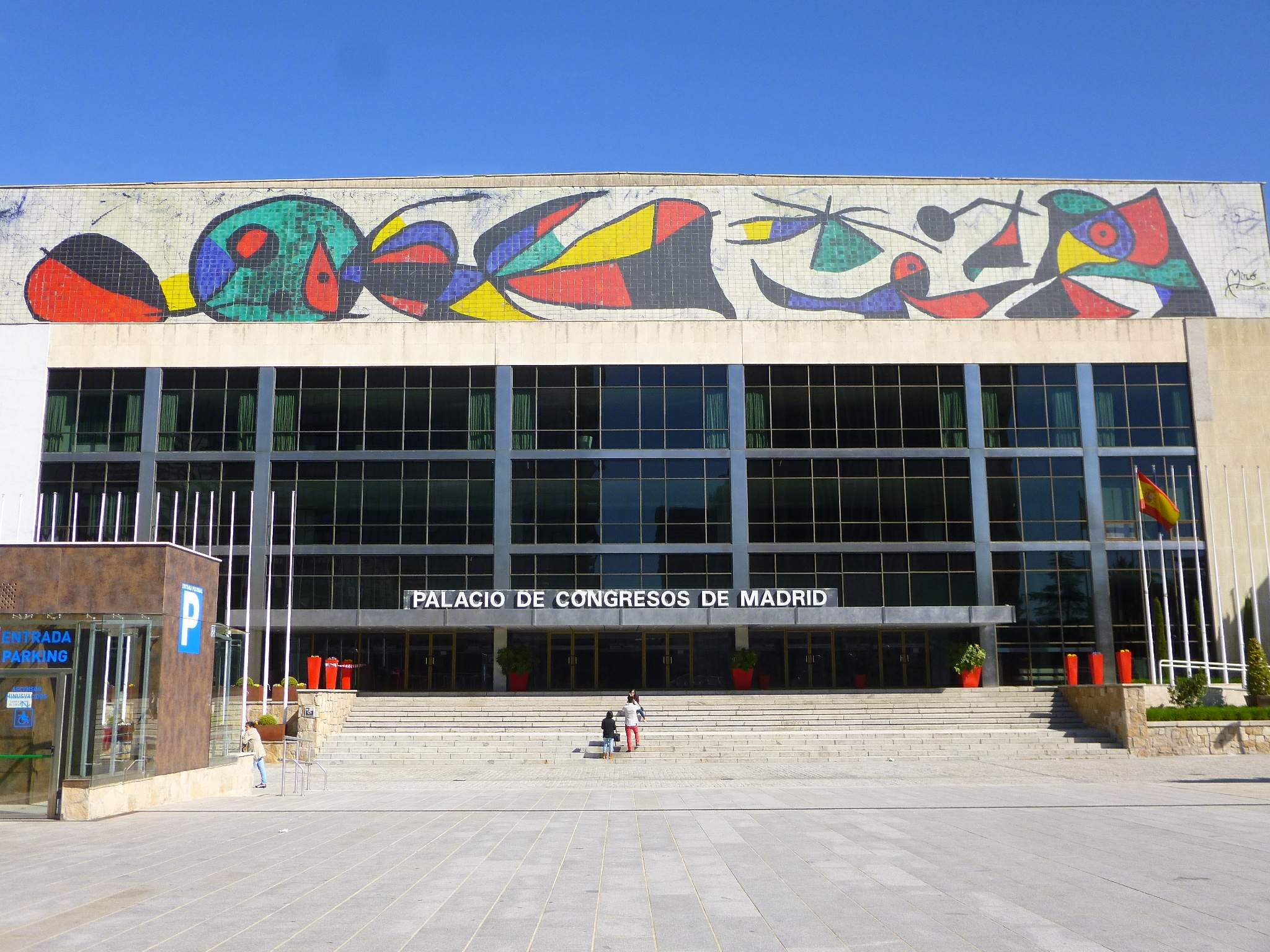
Der Palacio de Congresos, der Veranstaltungsort der Verleihung

## Gewinner und Nominierte
| Statistik (Filme mit mehr als einer Nominierung) N=Nominierung; A=Auszeichnung |    |    |
| Film                                                                           | N  | A  |
| Ay Carmela! – Lied der Freiheit                                                | 16 | 14 |
| Fessle mich!                                                                   | 15 | 0  |
| Briefe von Alou                                                                | 8  | 2  |
| Lo más natural                                                                 | 3  | 1  |
| A solas contigo                                                                | 3  | 0  |
| Blutwind                                                                       | 2  | 0  |
| Yo soy ésa                                                                     | 2  | 0  |

### Bester Film (Mejor película)
Ay Carmela! – Lied der Freiheit (¡Ay, Carmela!) – Regie: Carlos Saura
- Briefe von Alou (Las cartas de Alou) – Regie: Montxo Armendáriz
- Fessle mich! (¡Átame!) – Regie: Pedro Almodóvar

### Beste Regie (Mejor dirección)
Carlos Saura – Ay Carmela! – Lied der Freiheit (¡Ay, Carmela!)
- Montxo Armendáriz – Briefe von Alou (Las cartas de Alou)
- Pedro Almodóvar – Fessle mich! (¡Átame!)

### Beste Nachwuchsregie (Mejor dirección novel)
Rosa Verges – Boom Boom (Boom, boom)
- Francisco Periñán – Blutwind (Contra el viento)
- José María Carreño – Ovejas negras

### Bester Hauptdarsteller (Mejor actor)
Andrés Pajares – Ay Carmela! – Lied der Freiheit (¡Ay, Carmela!)
- Imanol Arias – A solas contigo
- Antonio Banderas – Fessle mich! (¡Átame!)

### Beste Hauptdarstellerin (Mejor actriz)
Carmen Maura – Ay Carmela! – Lied der Freiheit (¡Ay, Carmela!)
- Victoria Abril – Fessle mich! (¡Átame!)
- Charo López – Lo más natural

### Bester Nebendarsteller (Mejor actor de reparto)
Gabino Diego – Ay Carmela! – Lied der Freiheit (¡Ay, Carmela!)
- Francisco Rabal – Fessle mich! (¡Átame!)
- Juan Echanove – A solas contigo

### Beste Nebendarstellerin (Mejor actriz de reparto)
María Barranco – Ay Carmela! – Lied der Freiheit (¡Ay, Carmela!)
- Loles León – Fessle mich! (¡Átame!)
- Rosario Flores – Blutwind (Contra el viento)

### Bestes Originaldrehbuch (Mejor guion original)
Montxo Armendáriz – Briefe von Alou (Las cartas de Alou)
- Agustín Díaz Yanes, Eduardo Calvo und Manolo Matji – A solas contigo
- Pedro Almodóvar – Fessle mich! (¡Átame!)

### Bestes adaptiertes Drehbuch (Mejor guion adaptado)
Carlos Saura und Rafael Azcona – Ay Carmela! – Lied der Freiheit (¡Ay, Carmela!)
- Bigas Luna und Almudena Grandes – Lulu – Die Geschichte einer Frau (Las edades de Lulú)
- Luis Alcoriza – La sombra del ciprés es alargada

### Beste Produktionsleitung (Mejor dirección de producción)
Víctor Albarrán – Ay Carmela! – Lied der Freiheit (¡Ay, Carmela!)
- Primitivo Álvaro – Briefe von Alou (Las cartas de Alou)
- Esther García – Fessle mich! (¡Átame!)

### Beste Kamera (Mejor fotografía)
Alfredo F. Mayo – Briefe von Alou (Las cartas de Alou)
- José Luis Alcaine – Fessle mich! (¡Átame!)
- José Luis Alcaine – Ay Carmela! – Lied der Freiheit (¡Ay, Carmela!)

### Bester Schnitt (Mejor montaje)
Pablo González del Amo – Ay Carmela! – Lied der Freiheit (¡Ay, Carmela!)
- Rosario Sáinz de Rozas – Briefe von Alou (Las cartas de Alou)
- José Salcedo – Fessle mich! (¡Átame!)

### Bestes Szenenbild (Mejor dirección artística)
Rafael Palmero – Ay Carmela! – Lied der Freiheit (¡Ay, Carmela!)
- Rafael Palmero – Lo más natural
- Ferrán Sánchez – Fessle mich! (¡Átame!)

### Beste Kostüme (Mejor diseño de vestuario)
Mercedes Sánchez und Rafael Palmero – Ay Carmela! – Lied der Freiheit (¡Ay, Carmela!)
- José María Cossío – Fessle mich! (¡Átame!)
- José María García Montes, María Luisa Zabala und Lina Montero – Yo soy ésa

### Beste Maske (Mejor maquillaje y peluquería)
José Antonio Sánchez und Paquita Núñez – Ay Carmela! – Lied der Freiheit (¡Ay, Carmela!)
- Juan Pedro Hernández und Jesús Moncusi – Fessle mich! (¡Átame!)
- Juan Pedro Hernández und Leonardo Straface – Yo soy ésa

### Beste Spezialeffekte (Mejores efectos especiales)
Reyes Abades – Ay Carmela! – Lied der Freiheit (¡Ay, Carmela!)
- Reyes Abades und Juan Ramón Molina – Briefe von Alou (Las cartas de Alou)
- Carlos Santos und Juan Ramón Molina – Don Juan, mi querido fantasma

### Bester Ton (Mejor sonido)
Gilles Ortion und Alfonso Pino – Ay Carmela! – Lied der Freiheit (¡Ay, Carmela!)
- Daniel Goldstein und Ricardo Steinberg – Fessle mich! (¡Átame!)
- Eduardo Fernández und Pierre Lorrain – Briefe von Alou (Las cartas de Alou)

### Beste Filmmusik (Mejor música original)
José Nieto – Lo más natural
- Alejandro Massó – Ay Carmela! – Lied der Freiheit (¡Ay, Carmela!)
- Ennio Morricone – Fessle mich! (¡Átame!)

### Bester Kurzfilm (Mejor cortometraje de ficción)
Blanco o negro – Regie: Andrés Sáenz de Heredia
- El viaje del agua – Regie: Gracia Querejeta, Nacho Pérez und Jesús Ruiz
- Indefenso – Regie: Jesús Delgado

### Bester ausländischer Film in spanischer Sprache (Mejor película extranjera de habla hispana)
Der Himmel über Lima (Caídos del cielo), Peru – Regie: Francisco José Lombardi
- Kopf oder Zahl (Caluga o menta), Chile – Regie: Gonzalo Justiniano
- María Antonia, Kuba – Regie: Sergio Giral

## Ehrenpreis (Goya de honor)
- Enrique Alarcón, spanischer Szenenbildner